# Sobekhotep II
Sobekhotep II fou un faraó de la dinastia XIII. Possible fill de Sobekhotep I. Va regnar entre dos i quatre anys. Va fer construccions a Deir al-Bari als temples de Mentuhotep I. S'ha trobat una estàtua del faraó que és al Museu Britànic.
El seu nom de tron fou Sekhem-Re-suadj-taui (El poder de Ra protegeix les dues terres). El seu nom s'ha trobat a un bloc de pedra a una capella o alta d'Abidos. També és present en una columna a Karnak.
Alguns estudiosos consideren a Aya la seva esposa.